# Paran

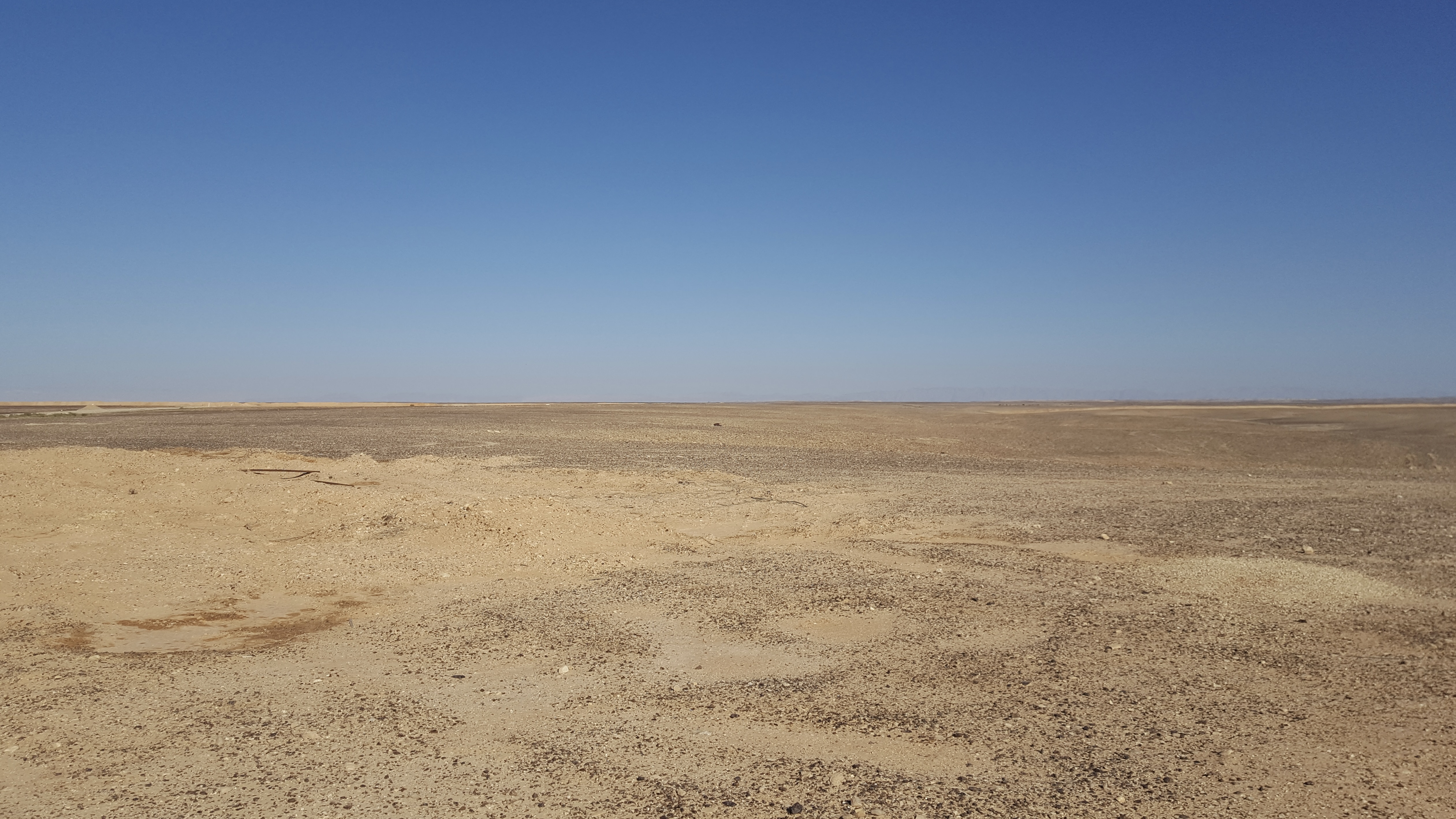

Paran (hebr. ‏פָּארָן‎) – pustynia położona współcześnie w granicach Egiptu, kilkakrotnie wzmiankowana w Starym Testamencie.
Dokładne granice terenu, na którym się rozciągał Paran, są trudne do określenia. Bywa utożsamiana z wysokim podłużnym wapiennym płaskowyżem Ettih, który ciągnie się z północy na południe – od południowo-zachodniej części Morza Martwego wzdłuż zachodniej strony Synaju aż do Ha-Arawa. Sama pustynia zlokalizowana była na półwyspie Synaj – na południe od Kadesz-Barnea. Według 1 Księgi Królewskiej znajdowała się pomiędzy krajem Midianitów a Egiptem. Według Księgi Powtórzonego Prawa, podczas exodusu Hebrajczyków z Egiptu do Ziemi Świętej na pustyni Paran urządzono postój, który zgodnie z Księgą Liczb trwał czterdzieści dni. W trakcie obozowania, według tejże księgi, zwiadowcy Mojżesza zostali wysłani na przeszpiegi do Kanaanu.
Pustynia Paran jest wzmiankowana też w Księdze Rodzaju – w kontekście opisu wygnania Hagar i Izmaela, oraz w 1 Księdze Samuela – podczas przedstawienia wczesnej biografii Dawida, który po śmierci Samuela schronił się na jej obszarze.
Autorzy wczesnochrześcijańscy identyfikowali Paran z oazą Feiran, zlokalizowaną na południu półwyspu Synaj w rejonie gór Dżabal Sirbal i Dżabal Moneidża, czczonych przez Nabatejczyków w II–III wieku. Na wyższej górze, Dżabal Sirbal, wzniesiono świątynię; niższa zaś, Dżabal Moneidża, była obiektem pielgrzymowania, o czym świadczą liczne inskrypcje na jej stokach oraz kamienne bloki z imionami kapłanów i pracowników kultu. W czasach bizantyjskich obszar ten stał się centrum życia monastycznego, wzniesiono tu klasztor św. Katarzyny, a udający się doń pielgrzymi chronieni byli przez stacjonujących w Niccanie żołnierzy.